# Rudolf Abel
Rudolf Iwanowicz Abel ros. Рудольф Иванович Абель, wym. /rʊˈdolʲf ɪˈvanəvʲɪt͡ɕ ˈabʲɪlʲ/ (ur. w 1900, zm. w 1955) – radziecki podpułkownik (1945). 
Był członkiem WKP(b) od 1929. Od 1918 pełnił służbę na okrętach Floty Bałtyckiej, od 1921 we Flotylli Amurskiej. Od 1924 pływał we flocie handlowej jako elektryk i radiotelegrafista. W latach 1926–1927 był komendantem radzieckiego konsulatu w Szanghaju, następnie rozpoczął służbę w  INO OGPU. W latach 1929–1936 przebywał jako nielegał za granicą. W 1938 został zwolniony z Ludowego Komisariatu Spraw Wewnętrznych, ponownie przyjęto go tam w 1941 do Grupy Specjalnej 4 Zarządu (operacje dywersyjne na tyłach nieprzyjaciela), w latach 1942–1943 był w składzie grupy operacyjnej broniącej Pasma Głównego.
W 1946 odszedł do rezerwy.
Tożsamość Rudolfa Abla przejął inny radziecki nielegał William Fisher .